# Oumoul Thiam
Oumoul Khairy Thiam (Galoya Toucouleur, 3 febbraio 1990) è un'ex cestista senegalese.

## Carriera
Con il Senegal ha disputato i Giochi olimpici di Rio de Janeiro 2016.